# Nupserha carinicollis
Nupserha carinicollis är en skalbaggsart som först beskrevs av Hintz 1919.  Nupserha carinicollis ingår i släktet Nupserha och familjen långhorningar. Inga underarter finns listade i Catalogue of Life.